# Дядя Ваня
«Дя́дя Ва́ня» — пьеса русского писателя и драматурга Антона Павловича Чехова с подзаголовком «Сцены из деревенской жизни в четырёх действиях». Окончательно завершена в 1896 году.
Содержит ставшую крылатой фразу: «В человеке должно быть всё прекрасно: и лицо, и одежда, и душа, и мысли».

## История создания
В 1889 году Чехов закончил пьесу «Леший» (комедию в 4 действиях), опубликованную в 1890 году. После написания «Чайки» она была переработана в пьесу «Дядя Ваня».
В первоначальном варианте («Леший») поставлена 27 декабря 1889 года в театре М. М. Абрамовой, Москва.
Назначенный в 1898 году Директором московских театров Владимир Теляковский в своих мемуарах описывает курьёзный инцидент с попыткой получить у Московского театрально-литературного комитета разрешение на постановку пьесы «Дядя Ваня» в театрах Москвы:

    
«С мая 1898 года по июнь 1901 года я управлял московскими театрами... <...> ...артисты-премьеры стали собираться у меня в кабинете для чтения и обсуждения новых пьес, ...и вот 1 марта 1899 года  ...собрались мы, чтобы прочесть новую пьесу А. Чехова "Дядя Ваня".
Пьеса понравилась, и решено было включить ее в репертуар будущего года, предварительно направив ее на рассмотрение, согласно правилам, в [Московский] театрально-литературный комитет.
8 апреля 1899 года пьеса была Комитетом рассмотрена и забракована, о чем и составлен протокол, копия с которого была вручена автору. А. П. Чехов, по моей просьбе, подарил мне этот любопытный документ в полную собственность, со своими пометками.
Вот точная выписка из этого протокола:
"Настоящая пьеса отличается обычными у автора литературными достоинствами... но сценическая ее сторона представляет известные неровности и пробелы. До третьего акта дядя Ваня и Астров как бы сливаются в один тип неудачника, лишнего человека, который вообще удачно обрисовывается в произведениях г(осподина) Чехова. <...> В пьесе встречаются длинноты: в литературном отношении это часто очень тонко выполненные детали, на сцене же они затянут действие без пользы для него. Таково, например, в первом действии пространное, распределенное между Соней и Астровым, восхваление лесов и объяснение астровской теории лесоразведения... <...> С некоторыми изменениями и сокращениями, выше указанными, пьеса Чехова будет желанным явлением в репертуаре императорских театров; отделение Комитета признает поэтому настоящую пьесу достойной постановки при условии изменений и вторичного представления в Комитет".
10 апреля 1899 г., № 23.
Протокол подписан был Стороженко (Председателем) и членами Веселовским и Ивановым. Третий член, В. И. Немирович-Данченко, на заседание не явился.

Это было мое первое знакомство с А. П. Чеховым. Мне было и обидно, что пьесу его забраковали, и совестно перед ним. <...> Чехова уже играл Александринский театр, причем "Иванов" был разыгран с блестящим успехом. Подъем и восторг публики на первом представлении "Иванова" были выдающиеся».

## Персонажи
- Серебряков Александр Владимирович — отставной профессор;60лет;
- Елена Андреевна — его жена, 27 лет;
- Софья Александровна (Соня) — его дочь от первого брака;
- Войницкая Мария Васильевна — вдова тайного советника, мать первой жены профессора;
- Войницкий Иван Петрович — её сын;47 лет;
- Астров Михаил Львович — врач;
- Телегин Илья Ильич — обедневший помещик;
- Марина — старая няня;
- Работник.

## Сюжет
Действие происходит в усадьбе покойной жены профессора Серебрякова. Многие годы в усадьбе живут брат покойной — Иван Петрович Войницкий (дядя Ваня), ведущий хозяйственные дела имения, его мать Мария Васильевна и племянница Соня (дочь Серебрякова), а также помещик Илья Ильич Телегин и старая няня Марина.
Долгие годы профессор пользовался беспрекословным авторитетом и восхищением в кругу семьи. Однако многое меняется, когда профессор выходит в отставку и вынужден переехать в усадьбу, поскольку финансовое положение не позволяет ему больше жить в городе. Также Серебряков женится во второй раз — на молодой и красивой женщине Елене Андреевне.
Дома воцаряется прохладная атмосфера: Соня сначала несколько недолюбливает мачеху, поскольку подозревает её в браке по расчёту, и сама Елена Андреевна начинает тяготиться уходом за больным подагрой старым мужем. Но по-настоящему глубокое потрясение происходит в душе дяди Вани — он считал Серебрякова гением и выдающимся учёным, посвятил часть жизни управлению имением, чтобы отсылать профессору деньги на достойное существование, он и Соня «выжимали из этого имения последние соки; <…> точно кулаки, торговали постным маслом, горохом, творогом, сами недоедали куска, чтобы из грошей и копеек собирать тысячи и посылать ему». Войницкий осознаёт, что вся его вера в талант Серебрякова обернулась обманом — мало того, что Серебряков, не задумывающийся о «цене» присылаемых ему денег, разорился, так ещё и в профессиональной деятельности он не достиг успеха — он совершенно неизвестен. Также Войницкому доставляет страдания факт второй женитьбы профессора — он страстно влюбляется в Елену Андреевну, его угнетает мысль, что если бы он влюбился в неё десять лет назад, при их первой встрече, он мог бы жениться на ней раньше. Таким образом, Серебряков как бы становится для дяди Вани олицетворением всех его неудач — неудавшейся личной жизни, несложившейся судьбы и несбывшихся надежд.
Сам Серебряков тоже недоволен жизнью и своим текущим положением — он продолжает требовать к себе особого отношения ввиду былых заслуг и внимания, ведь он болен. Для лечения профессора в имение приезжает доктор Михаил Львович Астров. Однако Серебряков отказывается его видеть, ведь тот, по мнению профессора, недостаточно смыслит в медицине, чтобы помочь ему. У постели профессора, выполняя его капризы, наряду со своими обычными обязанностями теперь дежурят все члены семьи.
На этой почве, видя несчастие друг друга, Соня и Елена Андреевна мирятся. Соня открывается мачехе: на протяжении шести лет она испытывает чувства к доктору Астрову, но не осмеливается признаться в них, считая себя некрасивой, а потому неинтересной мужчинам. Елена Андреевна тут же желает помочь и предлагает падчерице следующее: она деликатно поговорит с Астровым о чувствах Сони, и, если он безразличен к ней, Елена Андреевна попросит его покинуть имение и не возвращаться, дабы не терзать сердца девушки.
Разговор с доктором разворачивается не по первоначальному плану: Астров расценивает расспросы Елены Андреевны как флирт и признаётся ей во «взаимности», он обещает больше не появляться в доме и предлагает встречаться тайно. Елене Андреевне льстит подобное внимание, и она не останавливает Астрова. Он начинает осыпать Елену Андреевну страстными поцелуями. В этот момент их застаёт Иван Петрович. Увиденное ещё сильнее расшатывает его и без того нестабильное эмоциональное состояние.
В это же время профессор Серебряков собирает семейный совет, на котором озвучивает пришедшее ему на ум решение о дальнейшем устройстве быта. Он предлагает продать малоприбыльную усадьбу и перевести деньги в процентные бумаги, что даст больший доход и даже позволит купить небольшую дачу в Финляндии. О том, куда переедут все жители имения, Серебряков не думает — по его мнению, это можно решить и после.
Подобные эгоистичные рассуждения приводят дядю Ваню в гнев. Он напоминает, что усадьба была куплена его отцом для его покойной сестры, и даже — более того — в него вложены 25 тысяч причитавшегося когда-то ему самому наследства, лично пожертвованные им на это дело. В конце концов, усадьба даже не принадлежит Серебрякову — по наследству она перешла Соне. Дядя Ваня в отчаянии решает высказать профессору терзавшие его мысли: как он фактически положил свою жизнь на алтарь поклонения профессору и работал ради его благополучия, не получая за это ни благодарности, ни дополнительного «рубля к жалованию». «Я талантлив, умён, смел… Если бы я жил нормально, то из меня мог бы выйти Шопенгауэр, Достоевский…», — заявляет он.
Серебряков откровенно смеётся ему в лицо, а также иронично замечает, что Войницкий, распоряжаясь доходами имения, мог бы и сам повысить себе зарплату. Разгорается скандал, дядя Ваня даже пытается убить обидчика, но дважды стреляет мимо.
Профессор и Елена Андреевна решают немедленно покинуть имение.
Мать и Соня встают на сторону профессора и уговаривают Ивана Петровича помириться с Серебряковым перед его отъездом. Соня, несмотря на тяжёлую долю, уверена, что отец заслуживает милосердия, она видит успокоение в том, что скоро жизнь вернётся на круги своя.
Дядя Ваня сдержанно прощается с Серебряковым и покорно сообщает, что тот будет в срок получать такое же содержание, что и раньше. Профессор и Елена Андреевна уезжают в Харьков.
Дядя Ваня и Соня возвращаются к своим монотонным хозяйственным обязанностям. В финальной сцене, угрюмо сидя за счётами, дядя Ваня жалуется на несправедливость, и Соня со слезами на глазах отвечает ему: «Мы, дядя Ваня, будем жить, <…> будем терпеливо сносить испытания, какие пошлёт нам судьба; <…> мы покорно умрём и там, за гробом, мы скажем, что мы страдали, что мы плакали, что нам было горько, и Бог сжалится над нами. <…> Мы услышим ангелов, мы увидим всё небо в алмазах… Мы отдохнём!<…> Ты не знал в своей жизни радостей, но погоди, дядя Ваня, погоди… Мы отдохнём… <…> Мы отдохнём!».

## Театральные постановки

### Дореволюционный период
- 1897 год — состоялась премьера пьесы в Ростове-на-Дону; постановку осуществила труппа Товарищества Н. Н. Синельникова; роли исполняли: Войницкий — Шувалов, Астров — П. Самойлов, Серебряков — Д. А. Глюске-Добровольский, Елена Андреевна — Юрьева, Соня — Синельникова, Телегин — Петровский, Марина — Блюменталь-Тамарина[3].
- 1897 — Гортеатр, Саратов;
- 1898 — театр «Соловцов», Киев;
- 1899 — Московский Художественный театр. Постановка В. И. Немировича-Данченко и К. С. Станиславского, художник Симов. В ролях: Астров — К. С. Станиславский, Войницкий — А. Л. Вишневский, Серебряков — В. В. Лужский, Елена Андреевна — О. Л. Книппер, Соня — М. П. Лилина, Войницкая — Е. М. Раевская, Телегин — А. Р. Артём, Марина — М. А. Самарова. Премьера состоялась 26 октября 1899 года. Спектакль возобновлялся в 1911, 1918, 1926 годах.
- 1904 — Драматический театр В. Ф. Комиссаржевской;
- 1909 — Александринский театр.

Среди дореволюционных исполнителей на провинциальных сценах: Войницкий — Каширин, Рощин-Инсаров, Дуван-Торцов, Бравич, Гайдебуров; Астров — Неделин, Самойлов, Таиров, Радин, Ходотов; Соня — В. Ф. Комиссаржевская, Серебряков — Ю. К. Алексеев-Месхиев.

### Советский период
На советской сцене «Дядя Ваня» ставился с 1919 года. Среди постановок:
- 1941 — Театр им. Баумана, Москва; режиссёр Краснянский, художник М. С. Варпех;
- 1943 — Свердловский театр драмы; режиссёр Е. А. Брилль, художник А. А. Кузьмин; роли исполняли: Войницкий — Б. Ф. Ильин, Елена Андреевна — Е. К. Амман-Дальская;
- 1946 — Ленинградский театр им. Пушкина. Режиссёры Л. Вивьен, Н. Петров; художник Д. Попов. В ролях: Войницкий — Ю. В. Толубеев, Астров — Н. К. Симонов
- 1947 — МХАТ СССР им. Горького. Постановка М. Кедрова, Н. Литовцевой, И. Судакова; художник В. Дмитриев. Роли исполняли: Войницкий — Б. Г. Добронравов, В. А. Орлов, Астров — Б. Н. Ливанов, Елена Андреевна — А. К. Тарасова, Соня — Е. А. Хромова, Серебряков — А. П. Кторов; Телегин — М. М. Яншин.
- 1960 — Театр имени Леси Украинки, Киев. В роли Войницкого — Романов.
- 1970 — Театр Российской армии. Постановка Леонида Хейфеца; роли исполняли: Андрей Попов (Войницкий) Любовь Добржанская (Войницкая) Геннадий Крынкин (Астров) Алина Покровская (Елена Андреевна) Михаил Майоров (Серебряков) Мария Скуратова (Соня)[4].
- 1982 — Ленинградский Большой драматический театр имени М. Горького. Постановка Г. А. Товстоногова, художник Э. С. Кочергин. Роли исполняли: Серебряков — Е. Лебедев, Елена Андреевна — Н. Данилова, Соня — Т. Бедова, Войницкая — М. Призван-Соколова, Войницкий — О. Басилашвили, Астров — К. Лавров, Телегин — Н. Трофимов, Марина — З. Шарко.
- 1985 — МХАТ им. М. Горького. Постановка О. Ефремова; художник В. Левенталь. Роли исполняли: Войницкий — А. Мягков, Астров — О. Борисов, Елена Андреевна — А. Вертинская, Соня — В. Якунина, Серебряков — Е. Евстигнеев; Телегин — В. Невинный.

### Постсоветский период
- 1993 — Малый театр. Постановка Сергея Соловьёва, художник В. Левенталь, композитор Исаак Шварц. Роли исполняли: Войницкий — Ю. Соломин, Астров — В. Соломин.
- 1993 — Театр «У Никитских ворот». Постановка Марка Розовского, художник Татьяна Швец.
- 1996 — Новосибирский городской драматический театр под руководством С. Афанасьева. Режиссёр Сергей Афанасьев, художник Владимир Фатеев, Войницкий — Сергей Новиков, Астров — Владимир Лемешонок.
- 1997 — Театр имени Лермонтова, Алма-Ата, Постановка народного артиста СССР А. Мамбетова; Дядя Ваня — Сергей Уфимцев, Астров — Алексей Шемес, Соня — Марианна Покровская
- 2003 — Малый драматический театр — Театр Европы. Постановка Льва Додина, художник Давид Боровский.
- 2004 —Театр-студия под руководством О.Табакова- на основной сцене МХТ имени А. П. Чехова. Постановка М. Карбаускиса. Премьера — 18 мая.
- 2005 — Театр «Около дома Станиславского». Постановка Ю. Погребничко, художник Надежда Бахвалова.
- 2006 — Саратовский театр драмы имени И. А. Слонова. Постановка Елены Чёрной. Премьера — 4 марта.
- 2008 — Нижегородский государственный академический театр драмы имени М. Горького. Постановка Валерия Саркисова.
- 2009 — Театр им. Евг. Вахтангова. Постановка Р. Туминаса; худ. Адомас Яцовскис, композитор Фаустас Латенас. Премьера — 2 сентября.
- 2009 — Александринский театр. Постановка Андрея Щербана, худ. Карменчита Брожбоу.
- 2009 — Театр имени Моссовета. Постановка и сценография Андрея Кончаловского.
- 2011 — Молодёжный театр, г. Чернигов. Режиссёр — Геннадий Касьянов[укр.].
- 2012 — Театр Дождей. Постановка Натальи Никитиной. Премьера — 27 января.
- 2012 — Театр на Васильевском. Постановка Владимира Туманова, художник-постановщик Елена Дмитракова, Художник по костюмам Стефания Граурогкайте. Премьера — 26 октября.
- 2014 — Учебный театр МГУКИ. Постановка Владимира Красовского (Войницкий — Валерий Богатырев, Соня — Евдокия Славина, Астров — Николай Самсонов, Елена Андреевна — Екатерина Богомолова, Телегин — Олег Донской, Серебряков — Александр Юнкеров, Марина — Татьяна Медведенко, Мария Васильевна — Пелагея Растопчина, работник — Микан Джумабаев).
- 2016 — Белгородский государственный академический драматический театр им. М. С. Щепкина. Постановка Марка Розовского.
- 2016 — Воронежский камерный театр. Постановка Михаила Бычкова, художник-постановщик Николай Симонов (Войницкий — Камиль Тукаев, Соня — Татьяна Бабенкова, Астров — Андрей Новиков, Елена Андреевна — Людмила Гуськова, Телегин — Андрей Мирошников, Серебряков — Юрий Овчинников, Марина — Татьяна Чернявская, Мария Васильевна — Татьяна Сезоненко, работник — Александр Габура).
- 2017 — Творческая лаборатория — актёрский курс. Постановка заслуженного деятеля искусств РФ Влад Фурман, ассистент режиссёра заслуженный артист РФ Нелли Попова. (Войницкий — Сергей Лопухов, Соня — Ольга Лопухова, Астров — Максим Кисин, Елена Андреевна — Илларионова Светлана). Премьера — 16 апреля 2017 года.
- 2017 — Санкт-Петербургский академический театр имени Ленсовета. Постановка Юрия Бутусова. Художник — Александр Шишкин. (Войницкий — Александр Новиков, Соня — Ольга Муравицкая, Астров — Евгений Филатов, Серебряков — Сергей Мигицко, Елена Андреевна — Наталья Шамина, Телегин — Сергей Перегудов). Премьера — 31 марта 2017 года.
- 2018 — «Такой театр». Постановка Филиппа Виноградова по мотивам пьесы А. П. Чехова. В ролях: з.а. России Александр Алексеев, Игорь Грабузов, Яна Оброскова, Павел Филиппов, Светлана Савенкова, Алексей Вдовин, София Большакова. Премьера — 25 ноября 2018 года.
- 2019 — Театр Драматических Импровизаций (ТДИ). Постановка Фёдора Баличева по мотивам пьесы А. П. Чехова. В ролях: С. Смирнов, А.Сорвин, Л.Тригубенко, К.Пилипенко и другие. Премьера — 13 декабря 2019 года.
- 2019 — Театр наций. Постановка Стефана Брауншвейга[англ.]. Серебряков — Виктор Вержбицкий, Елена Андреевна — Елизавета Боярская / Юлия Пересильд / Марина Александрова, Соня — Надежда Лумпова, Войницкий — Евгений Миронов, Астров — Анатолий Белый / Виктор Добронравов, Телегин — Дмитрий Журавлёв и так далее. Премьера — 15 сентября 2019 года.
- 2020 — Театр-студия Всеволода Шиловского. Классический спектакль, насыщенный, в первую очередь, честной, самоотверженной игрой актеров, а режиссёрские и сценографические решения консервативны, и это объяснимо, ведь режиссёр постановки и исполнитель одной из центральных ролей В. Н. Шиловский, — один из немногих на сегодняшний день представителей старой мхатовской школы. Режиссёр-постановщик — В. Н. Шиловский. Актеры: Всеволод Шиловский, Глеб Гузей, Александр Гурьянов, Анна Чепенко, Мадина Дасаева, Виктория Пархоменко, Константин Хром, Евгения Ядрец. Премьера — 17 января 2020.
- 2020 — Театр-студия «Фортуна», г. Новокузнецк. Экспериментальная постановка по мотивам пьесы А. П. Чехова. Серебряков — Вячеслав Скрипин, Елена Андреевна — Марина Богер, Соня — Ева Овчинникова, Мария Васильевна — Алиса Королёва, Войницкий — Александр Слюсарь, Астров — Савелий Корсаков, Телегин — Кирилл Шабалин, Няня — Полина Рябова.
- 2022 — Театр на Садовой (Приют комедианта), г. Санкт-Петербург. В этом спектакле дядя Ваня — не главный герой. Внимание зрителей сосредоточится на всех участниках спектакля: их мыслях, поступках, надеждах, внутренних конфликтах и стремлении добраться до самой сути вопроса — что делать, если кажется, что жизнь прожита зря? Елена Андреевна, жена Серебрякова — Дарья Мельникова; Серебряков Александр Владимирович, отставной профессор — нар. арт. РФ Валерий Дегтярь; Астров Михаил Львович, врач — Максим Блинов; Войницкий Иван Петрович — Илья Борисов; Софья Александровна (Соня), дочь Серебрякова от первого брака — Вероника Жукова.

### Зарубежные постановки
- Чешский национальный театр — 1901, 1907, реж. Квапил;
- Народный театр в Софии — 1904—1906;
- Свободный театр в Варне;
- Мюнхенский королевский театр — 1903, 1913;
- Берлинский театр — 1904;
- «Театр Елисейских полей», Париж — 1922, режиссёр Ж. Питоев; «Комеди Франсэз», 1961;
- «Олд Вик», Лондон — 1944 (Астров — Оливье, Войницкий — Ричардсси);
- «Театр Польски», Варшава — 1953 (спектакль демонстрировался в Москве в 1954);
- «Форти-стрит театр», Нью-Йорк — 1956 (спектакль записан для телевидения);
- Труппа Морелли-Стоппа, Рим — 1956, режиссёр Л. Висконти (Войницкий — Стоппа);
- Немецкий театр, Цюрих — 1940;
- «Театр де пош», Женева — 1956;
- Театр Гудмана[англ.], США, Чикаго — 2017;
- «Театр Гарольда Пинтера», Лондон, 2020[5] (Войницкий — Тоби Джонс);
- «Театр Эрнста Дойча», Германия, Гамбург — 2022;
- Камерный театр, Израиль, Тель Авив — 2022;
- Театр имени Антона Чехова, Кишинёв — 2022[6] (Александру Козуб);
- Театр имени Грибоедова, Тбилиси - 2022 (реж. Ника Чикваидзе); [7]
- Канадская сценическая труппа Crow’s Theater, Торонто — 2024.
- Театр Вест-Энда, Великобритания — 2023, режиссер Сэм Йейтс (моноспектакль Эндрю Скотта) (спектакль также был записан для показа в кинотеатрах);
- Театр Линкольн-центра, США, Нью-Йорк — 2024, режиссёр Лила Нойгебауэр[англ.] (Войницкий — Стив Карелл, Соня — Элисон Пилл, Астров — Уиллиам Джексон Харпер[англ.])[8].
- Апрель 2023. Дортмундский Драматический Театр  - Schauspiel Dortmund. Драматургия: Мари Зенф (Marie Senf). Режиссёр Постановщик и видео дизайн:Рикки Хенри (Rikki Henry).

## Экранизации
- 1950 — Дядя Ваня / Uncle Vanya, (ТВ) (США), режиссёр Гордон Дафф
- 1953 — Дядя Ваня / Tio Vanya  (ТВ) (Бразилия), режиссёр Кассиану Мендеш[порт.]
- 1957 — Дядя Ваня (США) — режиссёры Франшо Тоун, Джон Гетц
- 1957 — Дядя Ваня / Uncle Vanya (ТВ) (Великобритания) (BBC Театр воскресным вечером)
- 1962 — Дядя Ваня / Oncle Vania (ТВ) (Франция) — режиссёр Стеллио Лоренци[фр.]
- 1963 — Дядя Ваня / Uncle Vanya (Великобритания) — режиссёр Стюарт Бёрдж
- 1963 — Дядя Ваня / Onkel Vanja (ТВ) (Норвегия), режиссёр Герхард Кнооп[норв.]
- 1963 — Дядя Ваня / Tío Vania (ТВ) (Испания) (сериал «Первый ряд»)
- 1964 — Дядя Ваня / Onkel Wanja (ТВ) (ГДР), режиссёр Гельмут Шиманн[нем.]
- 1964 — Дядя Ваня / Uncle Vanya (ТВ) (Канада), режиссёр Дэвид Гарднер (сериал «Фестиваль»)
- 1965 — Дядя Ваня — сцены из сельской жизни / Onkel Wanja — Szenen aus dem Landleben (ТВ) (ФРГ), режиссёр Петер Бове[нем.]
- 1967 — Дядя Ваня / Onkel Vanja (ТВ) (Швеция) — режиссёр Йохан Бергенстрель
- 1967 — Дядя Ваня / Uncle Vanya (ТВ) (Великобритания), режиссёр Марио Миссироли[нидерл.] Лоренс Оливье В ролях: Войницкий Иван Петрович — Майкл Редгрейв, Елена Андреевна — Розмари Харрис, Софья Александровна — Джоан Плаурайт, доктор Астров — Лоренс Оливье
- 1967 — Дядя Ваня / Uncle Vanya, (ТВ) (США) режиссёр Стюарт Бурж
- 1968 — Дядя Ваня / Onkel Wanja — Szenen aus dem Landleben (ТВ) (Австрия), режиссёры Вольфганг Лесовски[нем.], Генрих Шницлер[нем.]
- 1969 — Дядя Ваня / Tío Vania (ТВ) (Испания), режиссёр Франсиско Абад (сериал «Театр всегда»)
- 1970 — Дядя Ваня (сербохорв. Ujka Vanja; Югославия) — режиссёр Ежи Антчак
- 1970 — Дядя Ваня / Uncle Vanya (ТВ) (Великобритания), режиссёр Кристофер Морахан[англ.] (сериал BBC Пьеса месяца). В ролях Энтони Хопкинс — доктор Астров; Роланд Калвер — Серебряков
- 1970 — Дядя Ваня / (СССР) — режиссёр Андрей Михалков-Кончаловский
- 1971 — Дядя Ваня / Vanja-eno (ТВ) (Финляндия), режиссёр Мауно Хювёнен[фин.]
- 1971 — Дядя Ваня / Onkel Vanja (ТВ) (Дания), режиссёр Леон Федер
- 1971 — Дядя Ваня / Onkel Wanja — Bilder aus dem Landleben (ТВ) (ФРГ), режиссёры Мартин Бэтти, Вилль Квадфлиг[фин.]
- 1972 — Живое / Den levende vare (ТВ) (Дания), режиссёр Пребен Эстерфельт[дат.] (по пьесе «Дядя Ваня»)
- 1974 — Дядя Ваня / El Tío Vania (ТВ) (Аргентина) (сериал «Высокая комедия»)
- 1976 — Дядя Ваня / El tio Vania (ТВ) (Испания), режиссёр Анхель Гутьеррес (сериал «Студия 1»)
- 1979 — Дядя Ваня / Zio Vanja (ТВ) (Италия), режиссёр Марио Миссироли[нидерл.]
- 1979 — Дядя Ваня / Onkel Wanja (ТВ) (ФРГ), режиссёр Дитер Гизинг[нем.]
- 1981 — Дядя Ваня / Ujka Vanja (ТВ) (Югославия), режиссёр Владимир Церич
- 1986 — Дядя Ваня. Сцены из деревенской жизни, Лентелефильм, телеспектакль БДТ в постановке Георгия Товстоногова и Евгения Макарова. В ролях: Евгений Лебедев — Александр Владимирович Серебряков; Наталья Данилова — Елена Андреевна Серебрякова; Татьяна Бедова — Соня Серебрякова ; Мария Призван-Соколова — Мария Васильевна Войницкая; Олег Басилашвили — Иван Петрович Войницкий; Кирилл Лавров — доктор Астров; Николай Трофимов — Илья Ильич Телегин; Зинаида Шарко — Марина, старая няня
- 1990 — Дядя Ваня / Zio Vania di Anton Cechov (ТВ) (Италия), режиссёр Антонио Салинес[итал.]
- 1991 — Дядя Ваня / Uncle Vanya (ТВ) (Великобритания), режиссёр Грегори Мошер[англ.]. В ролях: Дэвид Уорнер — Иван Войницкий; Иэн Холм — доктор Астров; Мэри Элизабет Мастрантонио — Елена Серебрякова; Ян Баннен — профессор Серебряков; Ребекка Пиджон — Соня Серебрякова; Рейчел Кемпсон — Мария Войницкая
- 1994 — Деревенская жизнь / Country Life (Австралия) — режиссёр Майкл Блэйкмор. Действие перенесено в Австралию
- 1994 — Ваня на 42-й улице / Vanya on 42nd Street (США) — режиссёр Луи Маль
- 1994 — Дядя Ваня / Onkel Vanja (Швеция) — режиссёр Бьёрн Меландер[швед.]
- 1996 — Август / August (Великобритания) — режиссёр Энтони Хопкинс. Действие перенесено в Уэльс
- 1997 — Дядя Ваня / Vujko Vanja (ТВ) (Македония), режиссёр Душан Наумовский[макед.]
- 2004 — Дядя Ваня / Onkel Wanja (Германия) — режиссёр Барбара Фрей
- 2017 — Дядя Ваня / Onkel Wanja (ФРГ), режиссёр Анна Мартинес

## Отражение в культуре
В японском фильме Сядь за руль моей машины актёры репетируют «Дядю Ваню» на разных языках, в том числе на языке жестов, предложена своеобразная трактовка пьесы, процесс репетиции которой служит фоном для разворачивающейся личной драмы главного героя, полностью погружённого в пьесу.